# Who’s Amy
Who’s Amy ist eine deutsche Indie-Pop-Band aus Düsseldorf.

## Geschichte
Die beiden Musiker Peer Richter und Robert Bücker, lernten sich zum Ende des Jahres 2014, über den Kontakt einer gemeinsamen Bekannten kennen. Wenige Monate später trafen sie auf den Schlagzeuger Simeon Weller. Von dort an beschritten die drei Musiker ihren gemeinsamen Weg als Band.
Im Jahr 2016 zogen Who’s Amy in eine kleine gemeinsame Wohnung in der Nähe ihres heutigen Studios. Hier entstanden auch die ersten Songs der jungen Band. Noch vor der Benennung des finalen Bandnamens traten sie bereits unter anderen Namen (z. B. als „Bilbao“) auf.
Nachdem bereits zuvor in den Londoner Kensaltown Studios die ersten Songs professionell produziert wurden, erschien im Juli 2018 mit Bester Fehler die erste Single, welche in den Granny’s House Studios in Hamburg aufgenommen wurde. Im Anfang 2019 folgte zweite Single Mach’s dir nicht zu bequem und kurz darauf die Debüt-EP Who’s Amy (Release 02/2019), die ebenfalls vollständig in den Granny’s House Studios produziert wurde.
Mit Auftritten im ZDF-Morgenmagazin, als Supportact für Cro im Düsseldorfer ISS Dome, sowie zahlreichen eigenen Konzerten konnte die Band schnell regionale Bekanntheit erlangen und verzeichnet inzwischen über zwei Millionen Streams auf Spotify.

## Stil
Der Musikstil von Who’s Amy wird meist als eine Mischung aus Indie und Pop beschrieben. In den Songs ihrer ersten EP Who’s Amy finden sich einige Einflüsse aus dem Synthie-Pop mit Fokus auf deutschen aussagekräftigen Texten und der Kombination aus modernen Beats und alternativem Livesound.

## Diskografie
- Juli 2018: Bester Fehler (Single)
- Januar 2019: Mach’s dir nicht zu bequem (Single)
- Februar 2019: Who’s Amy (EP)
- Januar 2020: Zu spät (Single)
- März 2020: So gut (Single)
- Mai 2020: Verschwende meine Zeit (Single)
- September 2020: Verschwende meine Zeit (EP)